# Federico Chabod
Federico Chabod, oppure Frédéric Chabod (pron. fr. AFI: [fʁedeʁik ʃabo]) (Aosta, 23 febbraio 1901 – Roma, 14 luglio 1960), è stato uno storico, alpinista, politico e partigiano italiano, patrocinatore della causa valdostana.

## Biografia
Nato a Aosta dal notaio Laurent Chabod, originario della frazione di Tignet (Valsavarenche), e da Giuseppina Baratono di Ivrea, compiuti gli studi secondari al Regio Ginnasio e Liceo d'Aosta, frequentò la Facoltà di Lettere dell'Università degli Studi di Torino, dove si laureò nel 1923 con Pietro Egidi e Gaetano Salvemini con una tesi su Niccolò Machiavelli, da cui scaturì nel 1924 un saggio intitolato Introduzione al 'Principe'.
Dopo la laurea, frequentò i seminari di Friedrich Meinecke all'Università di Berlino e avviò la sistematica esplorazione dell'archivio spagnolo di Simancas, da cui nacquero gli studi sul Ducato di Milano nell'età di Carlo V e di Filippo II. Dal 1928 iniziò la collaborazione con l'Enciclopedia Italiana per la quale scrisse numerosi articoli sull'Europa dal Rinascimento all'Illuminismo.
Prestò, come la grande maggioranza dei docenti universitari, il giuramento di fedeltà al fascismo, imposto dal regime pena la perdita della cattedra e l'esclusione dall'insegnamento.
Esponente del pensiero laico e anticlericale, nel 1934 iniziò la sua carriera universitaria alla Facoltà di Scienze politiche dell'Università degli Studi di Perugia per passare poi, nel 1938, alla facoltà di Lettere dell'Università degli Studi di Milano. Nel 1936 progettò una storia della politica estera italiana dal 1861 al 1914 alla quale lavorò fino al 1951. Vicino al Partito d'Azione, partecipò alla resistenza in Valle d'Aosta con il nome di battaglia Lazzaro (it.) o Lazare (fr.), prese parte alla stesura della Dichiarazione di Chivasso e divenne in seguito primo presidente del Consiglio della Valle, contribuendo ad assicurarle la condizione di regione a statuto speciale. Chabod si distinse anche nella lotta contro un'eventuale annessione della Valle d'Aosta alla Francia.
Nel 1946 fu chiamato alla facoltà di Lettere della Sapienza - Università di Roma e, lo stesso anno, alla direzione dell'Istituto Italiano per gli Studi Storici fondato da Benedetto Croce. Fu direttore della Rivista storica italiana e della Scuola di storia moderna e contemporanea dell'Università di Roma, membro dell'Accademia nazionale dei Lincei, della British Academy, dottore honoris causa all'Università di Oxford e di Granada, presidente della Società internazionale degli storici. Morì a causa di un male incurabile a Roma il 14 luglio 1960.
Il fratello minore Renato Chabod è stato un politico, avvocato e alpinista italiano, senatore dal 1958 al 1968.

## Omaggi
A Chabod sono intitolati:
- la biblioteca di storia moderna e contemporanea, e un'aula nella facoltà di Lettere e filosofia dell'Università "La Sapienza" a Roma;
- il rifugio Federico Chabod ai piedi della parete nord-ovest del Gran Paradiso, vetta che Chabod ascese per primo senza guide dal lato sud-ovest;
- il Dipartimento di Studi storici dell'Università degli Studi di Milano;

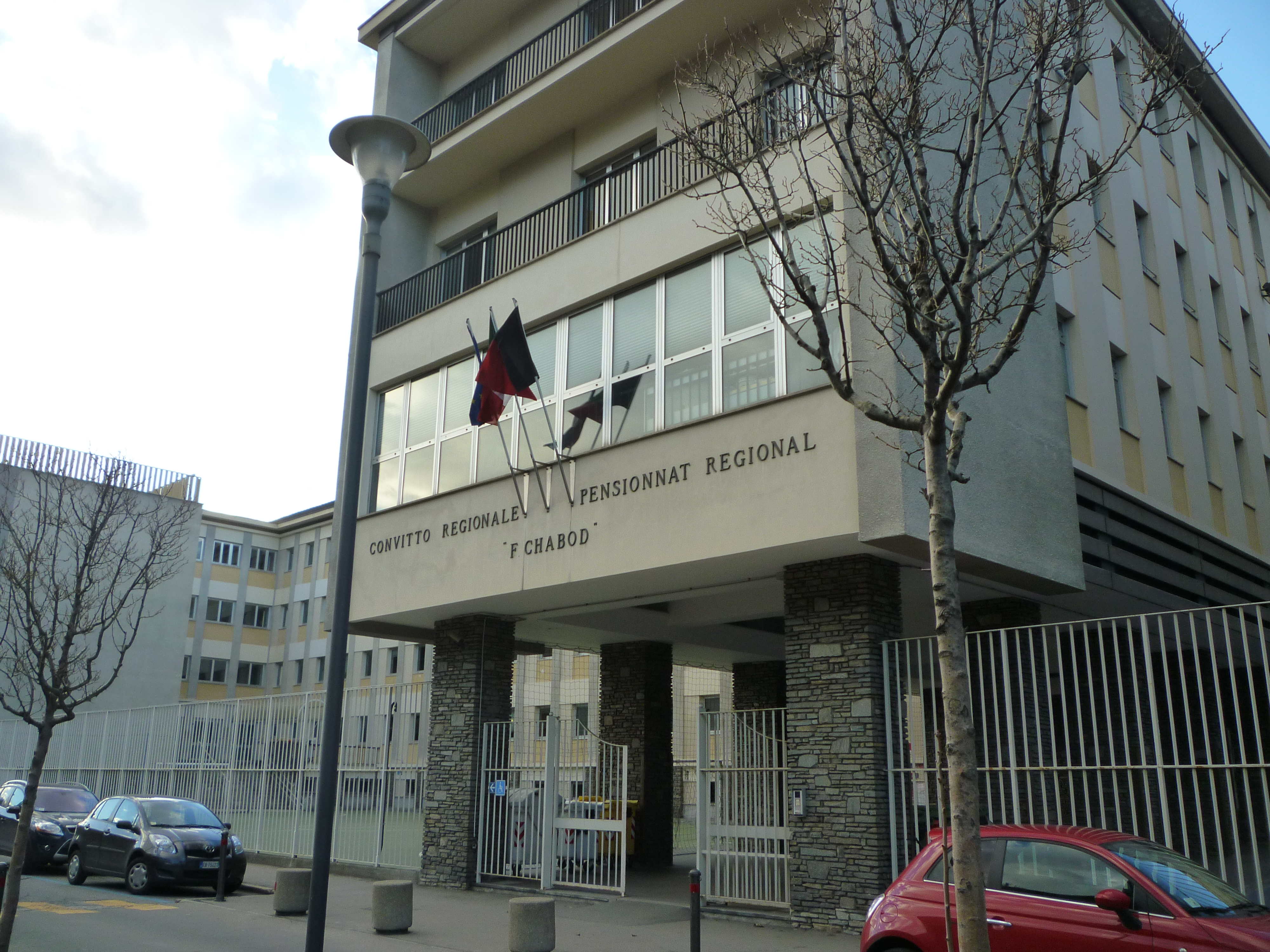
Il convitto regionale, in via Amilcar Crétier a Aosta.

- un viale e il convitto regionale a Aosta;
- una via a Ivrea.

## Storia della politica estera italiana dal 1870 al 1896
Le premesse di questo importante libro sono tracciate già nel 1943, mentre gli anni successivi sono dedicati a costanti ampliamenti e messe a punto, fino alla prima edizione del 1951.
L'interesse principale dell'opera è quello di capire quali fossero le aspirazioni e le forze morali che componevano l'Italia dell'epoca considerandone però gli uomini presi come singoli individui con le proprie passioni.
Infatti nel capitolo ….e gli uomini del primo volume (Le cose e gli uomini) presenta i ritratti dei protagonisti della vita politica dell'epoca come il re Vittorio Emanuele II, affiancato da personaggi come il conte di Robilant e vari ministri e diplomatici.
Il lavoro di Chabod mostra quale sia l'idea di etica di lavoro storico, il cosiddetto canone Chabod. Innanzitutto bisogna prendere conoscenza di più fonti possibili per poterle confrontare, e nell'ambito della stesura del testo e nel dialogo con il lettore, è necessario evidenziare le note di riferimento, così da creare una connessione tra il lettore e le fonti scientifiche. Nasce quindi una nuova storiografia che si distanzia da quella precedente.
Il canone Chabod fu sostanzialmente rispettato da tutti gli storici venuti dopo, come Renzo De Felice (che si laureò proprio con Chabod a Roma nel 1954) e Rosario Romeo.

## Riconoscimenti
Nel 1955 l'Accademia dei Lincei gli ha conferito il Premio Feltrinelli per la Storia.

## Opere

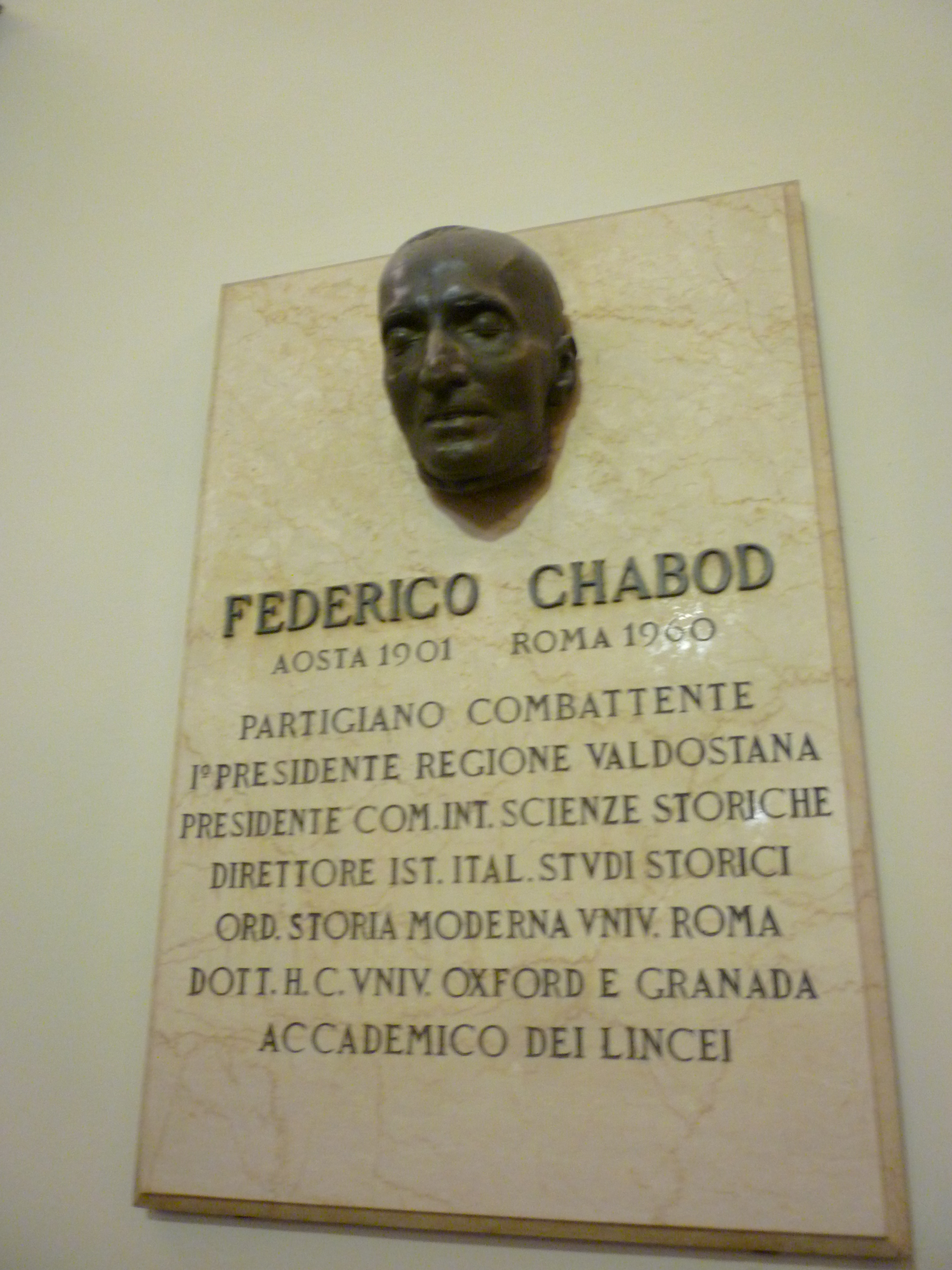
Targa dedicata a Federico Chabod all'Hôtel-de-Ville (municipio) di Aosta.

- L'Italia contemporanea
- Storia della politica estera italiana dal 1870 al 1896
- Lezioni di metodo storico
- Scritti su Machiavelli
- Scritti sul Rinascimento
- Il ducato di Milano e l'impero di Carlo V

Lo Stato e la vita religiosa a Milano nell'epoca di Carlo V
Storia di Milano nell'epoca di Carlo V
Carlo V e il suo impero
- Storia dell'idea d'Europa, Prefazione di Ernesto Sestan e Armando Saitta, Universale Laterza, seconda edizione 1965
- Idea di Europa e politica dell'equilibro
- L'idea di nazione